# موج یونی آکوستیک
موج یونی آکوستیک یا صوتی (به انگلیسی: ion acoustic wave) در فیزیک پلاسما، موج یونی آکوستیک یک نوع از نوسانات طولی یون‌ها و الکترون‌ها در پلاسما است، بیشتر شبیه امواج صوتی که در گاز خنثی حرکت می‌کنند. با این حال، به دلیل انتشار امواج از طریق یون‌های مثبت، امواج یونی صوتی می‌توانند با میدان‌های الکترومغناطیسی خود و همچنین برخورد ساده تعامل داشته باشند. امواج یونی صوتی در پلاسما، امواج یونی صوتی اغلب به امواج صوتی یا حتی صدای امواج اشاره می‌کنند. آن‌ها عموماً تکامل چگالی جرم را، به عنوان مثال به خاطر گرادیان فشار، در مقیاس‌های زمانی طولانی‌تر از فرکانس مربوط به مقیاس طول مرتبط ، کنترل می‌کنند. امواج یونی صوتی می‌توانند در یک پلاسمای غیر مغناطیسی یا در یک پلاسمای مغناطیسی موازی با میدان مغناطیسی ایجاد شوند. برای پلاسمای گونه‌های یونی و در محدوده طول‌موج بلند، امواج بدون پراکندگی ({\displaystyle \omega =v_{s}k}) با سرعت داده شده توسط (به مشتق در زیر نگاه کنید):
{\displaystyle v_{s}={\sqrt {\frac {\gamma _{e}ZK_{B}T_{e}+\gamma _{i}K_{B}T_{i}}{M}}}}
که در آن {\displaystyle K_{B}}ثابت بولتزمن است، {\displaystyle M}جرم یونی ، {\displaystyle Z}بار آن ، {\displaystyle T_{e}}دمای الکترون‌ها و {\displaystyle T_{i}} دمای یون‌ها است. به‌طور معمول γe به عنوان پیوستگی در نظر گرفته می‌شود، به این دلیل که رسانایی حرارتی الکترون‌ها به اندازه کافی بزرگ است تا آن‌ها را در مقیاس زمانی امواج یونی صوتی همدما حفظ کند، و γi را به ۳ تبدیل می‌کند، که متناظر با حرکت یک بعدی گرفته می‌شود. در پلاسما بدون برخورد، الکترون‌ها اغلب بسیار گرم‌تر از یون‌ها هستند که در این صورت عبارت دوم در صورت می‌تواند نادیده گرفته شود.

## استنتاج
ما رابطه انتشار امواج یونی صوتی برای یک توصیف سیال خطی شده از پلاسما با الکترون‌ها و  {\textstyle N} تا گونه‌های یونی را به‌دست می‌آوریم. ما هر مقدار را به صورت {\displaystyle X=X_{0}+\delta \cdot X_{1}}  می‌نویسیم که در آن اندیس ۰ نشان دهنده مقدار تعادل پایدار ثابت "مرتبه-صفر" است و ۱ مربوط به اختلال مرتبه-اول است . {\displaystyle \delta } یک پارامتر مرتبه ایی برای خطی کردن است و مقدار فیزیکی ۱ دارد. برای خطی کردن، ما همه شرایط در هر رابطه‌ای از همان ترتیب در {\displaystyle \delta } را متعادل می‌کنیم. عبارات مربوط به مقادیر فقط اندیس-۰ همگی مرتبه {\displaystyle \delta ^{0}} هستند و باید تعادل داشته باشند، و مقادیر با اندیس-۱ همه به مرتبه {\displaystyle \delta ^{1}} و متعادل هستند. ما میدان الکتریکی را به شکل مرتبه-1 ({\displaystyle {\vec {E}}_{0}=0}) اعمال می‌کنیم و میدان‌های مغناطیسی را نادیده می‌گیریم.
هر گونه {\displaystyle s} با استفاده از جرم {\displaystyle m_{s}}، بار {\displaystyle q_{s}=Z_{s}e}، چگالی تعداد {\displaystyle n_{s}}، سرعت جریان {\displaystyle {\vec {u}}_{s}} و فشار {\displaystyle p_{s}}توصیف می‌شود. ما فرض می‌کنیم که اختلالات فشار برای هر گونه یک فرایند پلی تروپیک است، یعنی {\displaystyle p_{s1}=\gamma _{s}T_{s0}n_{s1}} برای گونه {\displaystyle s}. برای توجیه این فرض و تعیین مقدار {\displaystyle \gamma _{s}}، باید از یک رفتار جنبشی استفاده کرد که برای توابع توزیع گونه در فضای سرعت حل می‌شود. فرضیه چندبعدی اساساً معادله انرژی را جایگزین می‌کند.
هر گونه معادله پیوستگی را برآورده می‌کند:
{\displaystyle \partial _{t}n_{s}+\nabla \cdot (n_{s}{\vec {u}}_{s})=0}
و همین‌طور معادله تکانه:
{\displaystyle \partial _{t}{\vec {u}}_{s}+{\vec {u}}_{s}\cdot \nabla {\vec {u}}_{s}={Z_{s}e \over m_{s}}{\vec {E}}-{\nabla p_{s} \over n_{s}}}
ما اکنون معادله را خطی می‌کنیم و با معادلات مرتبه-۱ کار می‌کنیم. از آنجا که ما با {\displaystyle T_{s1}} به خاطر فرض چندبعدی کار نمی‌کنیم (اما فرض نکنیم که آن صفر است)، برای کاهش نماد گذاری از {\displaystyle T_{s}} {\displaystyle T_{s0}} استفاده می‌کنیم. با استفاده از معادله پیوستگی یونی، معادله تکانه یونی به این صورت می‌شود:
{\displaystyle (-m_{i}\partial _{tt}+\gamma _{i}T_{i}\nabla ^{2})n_{i1}=Z_{i}en_{i0}\nabla \cdot {\vec {E}}_{1}}
ما میدان الکتریکی {\displaystyle {\vec {E}}_{1}} را با چگالی الکترون از طریق معادله تکانه الکترون مرتبط می‌سازیم:
{\displaystyle n_{e0}m_{e}\partial _{t}{\vec {v}}_{e1}=-n_{e0}e{\vec {E}}_{1}-\gamma _{e}T_{e}\nabla n_{e1}}
ما اکنون سمت چپ معادله را به دلیل اینرسی‌های الکترونی صرف نظر می‌کنیم. این برای امواج با فرکانس‌های بسیار کمتر از فرکانس الکترونی پلاسما {\displaystyle (n_{e0}e^{2}/\epsilon _{0}m_{e})^{1/2}} معتبر است. این یک تقریب خوب برای {\displaystyle m_{i}\gg m_{e}}، مانند ماده یونیزه، اما نه برای شرایطی مانند پلاسمای الکترون-حفر در نیمه‌هادی‌ها یا پلاسمای الکترون-پوزیترون است. میدان الکتریکی حاصل به‌صورت زیر می‌شود:
{\displaystyle {\vec {E}}_{1}=-{\gamma _{e}T_{e} \over n_{e0}e}\nabla n_{e1}}
از آنجا که ما میدان الکتریکی را به‌دست آورده‌ایم، نمی‌توانیم آن را از معادله پواسون پیدا کنیم. معادله تکانه یونی برای هرگونه {\displaystyle n_{i1}}به {\displaystyle n_{e1}} مربوط می‌شود:
{\displaystyle (-m_{i}\partial _{tt}+\gamma _{i}T_{i}\nabla ^{2})n_{i1}=-\gamma _{e}T_{e}\nabla ^{2}n_{e1}}
ما از معادله پوآسون به معادله پخش می‌رسیم:
{\displaystyle {\epsilon _{0} \over e}\nabla \cdot {\vec {E}}_{1}=\left[\sum _{i=1}^{N}n_{i0}Z_{i}-n_{ne0}\right]+\left[\sum _{i=1}^{N}n_{i1}Z_{i}-n_{e1}\right]}
اولین ترم یا عبارت داخل کروشه سمت راست با فرض (تعادل بار - خنثی) صفر است. ما میدان الکتریکی را جایگزین می‌کنیم و برای پیدا کردن مجدد تنظیم می‌کنیم:
{\displaystyle (1-\gamma _{e}\lambda _{De}^{2}\nabla ^{2})n_{e1}=\sum _{i=1}^{N}Z_{i}n_{i1}}
{\displaystyle \lambda _{De}^{2}\equiv \epsilon _{0}T_{e}/(n_{e0}e^{2})}طول دبای الکترون را تعریف می‌کند. عبارت دوم در سمت چپ از عبارت {\displaystyle \nabla \cdot {\vec {E}}} ناشی می‌شود و درجه را به جایی که اختلال از نظر باری خنثی نیست منعکس می‌کند. اگر {\displaystyle k\lambda _{De}} کوچک باشد ممکن است این عبارت را حذف کنیم. این تقریب گاهی تقریب پلاسما نامیده می‌شود.
ما در حال حاضر در فضای فوریه کار می‌کنیم و هر مرتبه-۱ میدان را به صورت {\displaystyle X_{1}={\tilde {X}}_{1}\exp i({\vec {k}}\cdot {\vec {x}}-\omega t)+c.c.}  می‌نویسیم. ما میدان را کاهش می‌دهیم تا جایی که همه معادلات با دامه فوریه پذیرفته شوند:
{\displaystyle n_{i1}=\gamma _{e}T_{e}Z_{i}{n_{i0} \over n_{e0}}[m_{i}v_{s}^{2}-\gamma _{i}T_{i}]^{-1}n_{e1}}
{\displaystyle v_{s}=\omega /k} سرعت فاز موج است. با جایگزین کردن این معادله در معادله پواسون، حالتی را به ما می‌دهد که در آن هر عبارت متناسب با {\displaystyle n_{e1}} است. برای یافتن رابطه انتشار برای حالت‌های طبیعی، به دنبال راه‌حل‌هایی برای {\displaystyle n_{e1}} غیر صفر هستیم و پیدا می‌کنیم:

| {\displaystyle \gamma _{e}T_{e}\left\langle {Z_{i}^{2} \over m_{i}v_{s}^{2}-\gamma _{i}T_{i}}\right\rangle =\langle Z_{i}\rangle (1+\gamma _{e}k^{2}\lambda _{De}^{2})}. | \| \| \| \| \| \| \| \| | (dispgen) |
| |                         |           |
| |                         |           |
{\displaystyle n_{i1}=f_{i}n_{I1}}که در آن {\displaystyle n_{I1}=\Sigma _{i}n_{i1}}، به طوری که کسر یون {\displaystyle \Sigma _{i}f_{i}=1} را ارضا کند، و {\displaystyle \langle X_{i}\rangle \equiv \Sigma _{i}f_{i}X_{i}} میانگین روی گونه‌های یونی است. حالت بدون وحدت از این معادله این است:
{\displaystyle {\gamma _{e} \over \langle Z_{i}\rangle }\left\langle {Z_{i}^{2}/A_{i} \over u^{2}-\tau _{i}}\right\rangle =1+\gamma _{e}k^{2}\lambda _{De}^{2}}
با {\displaystyle A_{i}=m_{i}/m_{u}}، {\displaystyle m_{u}} واحد جرم اتمی ، {\displaystyle u^{2}=m_{u}v_{s}^{2}/T_{e}} ، و:
{\displaystyle \tau _{i}={\gamma _{i}T_{i} \over A_{i}T_{e}}}
اگر {\displaystyle k\lambda _{De}} کوچک باشد (تقریب پلاسما)، می‌توانیم ترم دوم را در سمت راست نادیده بگیریم، و موج {\displaystyle \omega =v_{s}k} بدون پراکندگی با {\displaystyle v_{s}} مستقل از k باشد.

## رابطه پراکندگی
رابطه پراکندگی کلی ارایه‌شده در بالا برای امواج یونی صوتی را می‌توان به شکل یک چندجمله‌ای مرتبه-N (برای N گونه‌های یونی) در {\displaystyle u^{2}} قرار داد. تمام ریشه‌ها باید مثبت-حقیقی باشند چون ما جذب را نادیده گرفته‌ایم. دو نشانه {\displaystyle u}متناظر با امواج سمت راست و چپ هستند. برای یک گونه یونی:
{\displaystyle v_{s}^{2}={\gamma _{e}Z_{i}T_{e} \over m_{i}}{1 \over 1+\gamma _{e}(k\lambda _{De})^{2}}+{\gamma _{i}T_{i} \over m_{i}}={\gamma _{e}Z_{i}T_{e} \over m_{i}}\left[{1 \over 1+\gamma _{e}(k\lambda _{De})^{2}}+{\gamma _{i}T_{i} \over Z_{i}\gamma _{e}T_{e}}\right]}
ما در حال حاضر گونه‌های یونی چندگانه را برای موارد مشترک {\displaystyle T_{i}\ll T_{e}}در نظر می‌گیریم. برای {\displaystyle T_{i}=0} رابطه پراکندگی دارای N - ۱ ریشه‌های منحط  {\displaystyle u^{2}=0} است و یک ریشه غیر صفر دارد:
{\displaystyle v_{s}^{2}(T_{i}=0)\equiv {\gamma _{e}T_{e}/m_{u} \over 1+\gamma _{e}(k\lambda _{De})^{2}}{\langle Z_{i}^{2}/A_{i}\rangle  \over \langle Z_{i}\rangle }}
این ریشه غیر صفر «حالت‌های سریع» نامیده می‌شود، چون {\displaystyle v_{s}} معمولاً بزرگ‌تر از تمام سرعت حرارتی یونی است. راه حل تقریبی حالت سریع برای {\displaystyle T_{i}\ll T_{e}} است:
{\displaystyle v_{s}^{2}\approx v_{s}^{2}(T_{i}=0)+{\langle Z_{i}^{2}\gamma _{i}T_{i}/A_{i}^{2}\rangle  \over m_{u}\langle Z_{i}^{2}/A_{i}\rangle }}
ریشه‌های N-۱ که برای {\displaystyle T_{i}=0} صفر هستند «حالت‌های آهسته» نامیده می‌شوند، زیرا {\displaystyle v_{s}} در مقایسه یا کمتر با سرعت گرمایی یک یا چند گونه یونی قابل‌مقایسه هستند.
یک مورد جالب توجه سوخت هسته‌ای مخلوط از نظر مولی برابر از دوتریوم و یون‌های تریتیوم ({\displaystyle f_{D}=f_{T}=1/2}) است. اجازه دهید به یونیزاسیون کامل ({\displaystyle Z_{D}=Z_{T}=1})، دماهای برابر ({\displaystyle T_{e}=T_{i}})، توان چند ضلعی {\displaystyle \gamma _{e}=1,\gamma _{i}=3} ، و صرف نظر از  {\displaystyle (k\lambda _{De})^{2}}سهم ثابت قرار دهیم. رابطه انتشار به درجه دو در {\displaystyle v_{s}^{2}} تبدیل می‌شود، یعنی:
{\displaystyle 2A_{D}A_{T}u^{4}-7(A_{D}+A_{T})u^{2}+24=0}
با استفاده از {\displaystyle (A_{D},A_{T})=(2.01,3.02)} ، این دو ریشه {\displaystyle u^{2}=(1.10,1.81)} هستند.
مورد دیگر مورد علاقه یکی از دو گونه یونی از جرم‌های بسیار متفاوت است. یک مثال ترکیبی از طلا (A = ۱۹۷)و بور (A = ۱۰٫۸) است که در حال حاضر به هولورام‌ها برای تحقیق همجوشی هسته ای با لیزر وابسته است. برای مثال بتن، {\displaystyle \gamma _{e}=1} و {\displaystyle \gamma _{i}=3,T_{i}=T_{e}/2}  را برای هر دو گونه یونی در نظر بگیرید، و حالات بار ثابت Z = ۵ برای بورون و Z = ۵۰ برای طلا را در نظر بگیرید. ما جرم اتمی بور را {\displaystyle f_{B}} را نامشخص {\displaystyle f_{Au}=1-f_{B}} صرف نظر می‌کنیم؛ بنابراین:
{\displaystyle {\bar {Z}}=50-45f_{B},\tau _{B}=0.139,\tau _{Au}=0.00761,F_{B}=2.31f_{B}/{\bar {Z}},}
و
{\displaystyle F_{Au}=12.69(1-f_{B})/{\bar {Z}}}

## جذب (میرایی)
امواج یونی صوتی هم به توسط برخورد کولون و جذب غیر برخوردی لانداو میرا می‌شوند. میرایی لاندو هم در الکترون‌ها و هم یون‌ها، با یک سری روابط مهمی که به پارامتر‌های مختلفی بستگی دارد رخ می‌دهند.